# Corredera

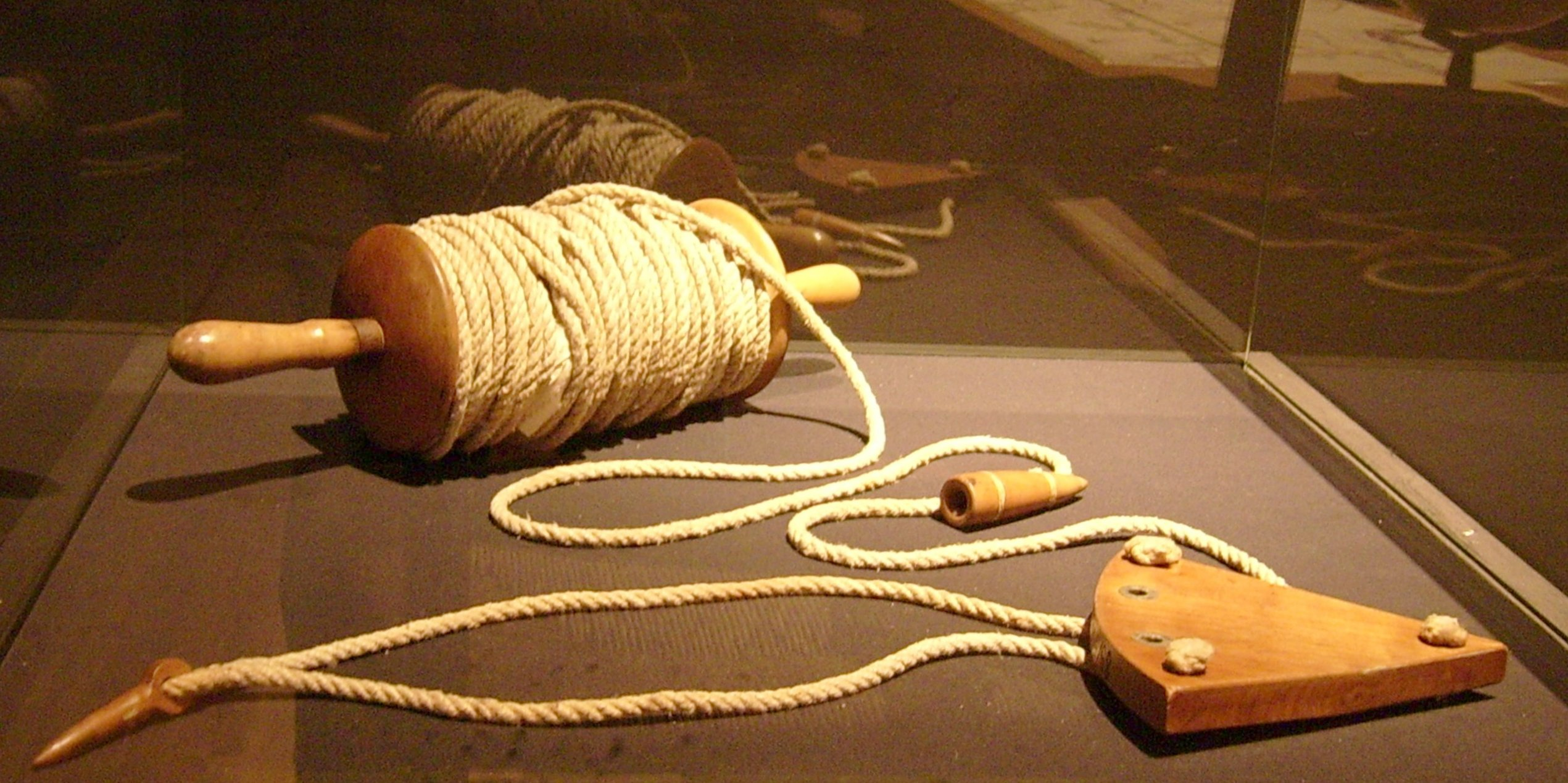
Corredera.

En náutica, una corredera es un aparato destinado a conocer la velocidad de una embarcación.

## Corredera de barquilla
La corredera tradicional española era una tablilla de madera con forma de arco gótico (por lo que se llamaba "corredera de barquilla", ya que la forma asemejaba una barca) y lastrada con plomo en su borde inferior para que flotase vertical en el agua. La corredera anglosajona tenía dos lados rectos y el lado inferior curvo, de modo que asemejaba un sector circular. Por lo demás, su uso y funcionamiento eran iguales. Iba sujeta en las tres esquinas por tres cordeles que se juntaban a cierta distancia y que iban unidos al cordel de la corredera que iba enrollado en un carretel que se podía sujetar de forma que girara libremente, para medir la velocidad (en nudos) del buque en relación con el agua. El procedimiento era como sigue:

Un hombre manejaba la corredera y otro la ampolleta. El de la corredera la echaba por la popa y dejaba correr la primera parte para que se estabilizara en el agua. El hombre iba dejando correr el cordel de la corredera libremente pasando por su mano y al sentir el primer nudo cantaba "¡marca!" a lo que el de la ampolleta la invertía y el tiempo empezaba a correr mientras el del cordel iba contando los nudos según iban pasando hasta que el de la ampolleta, en el momento que acababa de bajar toda la arena, cantaba "¡marca!" y el del cordel lo agarraba fuertemente y medía la fracción de nudo que había pasado desde el último y cantaba "¡cinco nudos y un cuarto!".

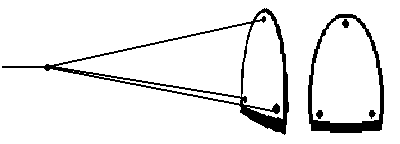
Diagrama de una corredera de barquilla

Los dos cordeles inferiores de la corredera iban bien sujetos pero el superior iba encajado en la corredera con una cuña de forma que el súbito tirón la desprendía y la corredera quedaba horizontal en el agua y se hacía más fácil la recuperación a bordo.
La duración de la ampolleta era de medio minuto más o menos por lo que, dado que una hora tiene 120 medios minutos, la distancia entre nudos es de 1852 m (una milla náutica) dividido entre 120, es decir que los nudos estaban espaciados 15,43 m (50 pies). La distancia exacta entre nudos se calculaba para cada ampolleta en particular. Para una ampolleta de 30s los nudos que estaban separados 1/120 de milla, y como 30 segundos es 1/120 de hora, se podía establecer fácilmente la velocidad a la hora en millas por hora.